# 108 (liczba)
108 (sto osiem) – liczba naturalna następująca po 107 i poprzedzająca 109.

## W matematyce
- 108 jest liczbą Harshada[1]
- 108 jest liczbą praktyczną[2]
- 108 jest liczbą potężną[3]
- 108 jest palindromem liczbowym, czyli może być czytana w obu kierunkach, w pozycyjnym systemie liczbowym o bazie 11 (99)
- 108 należy do jedenastu trójek pitagorejskich (45, 108, 117), (81, 108, 135), (108, 144, 180), (108, 231, 255), (108, 315, 333), (108, 480, 492), (108, 725, 733), (108, 969, 975), (108, 1456, 1460), (108, 2915, 2917).

## W nauce
- liczba atomowa hasu (Hs)
- planetoida (108) Hecuba

## W kulturze

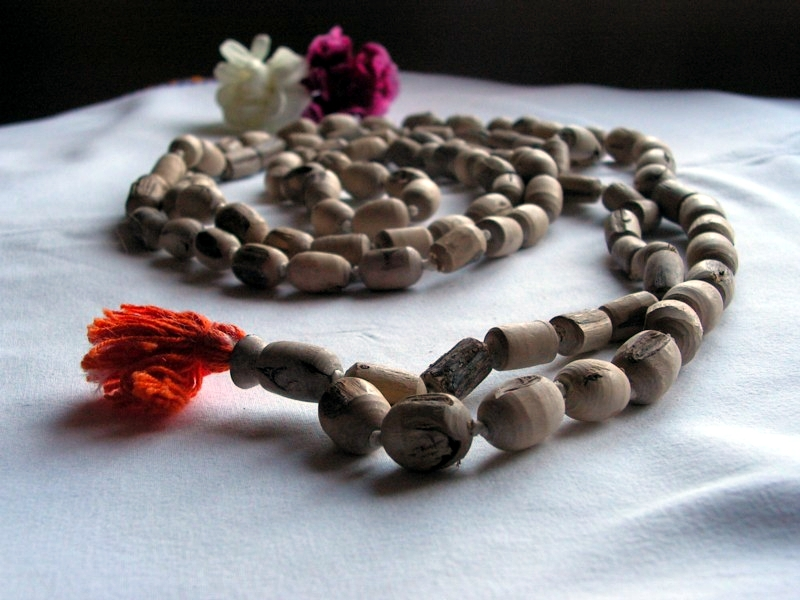
Mala ze 108 paciorkami

- liczba święta w religiach dharmicznych[4]
- mala, sznur modlitewny ma tradycyjnie 108 paciorków[5]
- reprezentacja Świętej Kobiecości w chrześcijaństwie (obok liczby 1080)[5]

### W kalendarzu
108. dniem w roku jest 18 kwietnia (w latach przestępnych jest to 17 kwietnia). Zobacz też co wydarzyło się w roku 108, oraz w roku 108 p.n.e.